# Mare de Déu dels Desemparats (l'Hospitalet de Llobregat)
La Mare de Déu dels Desemparats és l'església parroquial del barri de la Torrassa a la ciutat de l'Hospitalet de Llobregat (Barcelonès), protegida com a bé cultural d'interès local. L'església parroquial, sota l'advocació de la Mare de Déu dels Desemparats, fou construïda per Manuel Puig Janer entre 1942 i 1949. Abans hi havia un temple provisional obra de l'arquitecte Josep Maria Sagnier i Vidal del 1935 que fou cremada a l'inici de la Guerra Civil Espanyola. El bisbe de Barcelona, Gregorio Modrego, beneí el nou temple el 24 d'abril de 1949 tot i que l'obra no fou acabada definitivament fins al 1951 amb l'aixecament del campanar.
És una església de planta quadrada amb una cúpula de formigó armat al centre. Aquesta cúpula està coberta amb una teulada octogonal i del centre sobresurt la llanterna que també té teulada octogonal. Al xamfrà es troba la porta d'entrada precedida d'una petita escalinata. La porta és d'arc de mig punt amb arcuacions en degradació. La porta està emmarcada dins d'un rectangle i en els carquinyolis hi ha uns cercles en relleu. Per sobre de la porta s'obre una finestra coronella de tres arcs. A sobre l'entrada es va aixecar el campanar, una torre de planta quadrada amb obertures d'arc de mig punt per les campanes a la part superior.